# 白山神社 (大阪市)
白山神社，旧称白山妙理権現，是一座位于日本大阪市城东区的神社。

## 祭神
- 主祭神：菊理媛神

## 历史
1614年大坂冬之陣期间，幕府军本多忠朝将司令部设在神社。结果遭到军事火灾，主殿再次被烧毁。